# Eurois passetii
Eurois passetii là một loài bướm đêm trong họ Noctuidae.